# نان گرده (همدان)
نان گِردِه یک نان سنتی در استان همدان است. این نان مخصوصاً در ماه مبارک رمضان استفاده می‌شود و ترکیبات آن علاوه بر ترکیبات نان معمولی شامل زرده تخم مرغ و سبزی معطر است. اصلی‌ترین نان سنتی همدان به گرده یک زرده و گرده دو زرده معروف است.

## وجه تسمیه
گرده نانی گرد است که به  این علت نامگذاری شده است.

## مواد لازم
مواد مورد استفاده برای گرده :«آرد ،زرد چوبه ،نمک ،پودر وانیل و بکینگ پودر به مقدار لازم ،روغن حیوانی و شیره خرما و انگور ،پیاز ،آب ،زیره و رازیانه ،زرده تخم مرغ است .
راز گرده در سفتی آن است که نیاز به ،ورز، زیاد دارد.